# Paul Cocuet
Paul Albert Cocuet (* 16. August 1869 in Voulton; † unbekannt) war ein französischer Ruderer.

## Werdegang
Paul Cocuet wurde 1894 und 1895 jeweils Europameister im Vierer mit Steuermann und im Achter. Bei den Olympischen Sommerspielen 1900 in Paris startete er in den Disziplinen Vierer mit Steuermann und Achter. Beide Male schied er mit seinem Boot vom Société Nautique de la Marne im Vorlauf aus.